# Szugijama Rjúicsi
Szugijama Rjúicsi (1941. július 4. –) japán válogatott labdarúgó.
A japán válogatott tagjaként részt vett az 1964. és az 1968. évi nyári olimpiai játékokon.

## Statisztika
| Japán válogatott | Japán válogatott | Japán válogatott |
| Időszak          | Mérk.            | gól              |
| ---------------- | ---------------- | ---------------- |
| 1961             | 3                | 0                |
| 1962             | 6                | 0                |
| 1963             | 5                | 1                |
| 1964             | 2                | 1                |
| 1965             | 4                | 3                |
| 1966             | 6                | 2                |
| 1967             | 5                | 4                |
| 1968             | 4                | 1                |
| 1969             | 4                | 0                |
| 1970             | 11               | 1                |
| 1971             | 6                | 2                |
| Összesen         | 56               | 15               |